# UCB
UCB – belgijskie przedsiębiorstwo z siedzibą w Brukseli, zajmujące się produkcją biofarmaceutyków. Jego badania i produkty związane są głównie z chorobami centralnego układu nerwowego (np. padaczka), chorobami alergicznymi oraz onkologią.
Przedsiębiorstwo zostało założone w 1928 roku przez belgijskiego biznesmena Emmanuela Janssena. W początkowym okresie jego głównym produktem były chemikalia przemysłowe, a oddział farmaceutyczny był niewielki. W roku 1950 założyło nowy ośrodek badawczo-rozwojowy, dzięki któremu zaczęło osiągać sukcesy rynkowe. Produkcja farmaceutyków zdominowała profil korporacji.
Należy do największych belgijskich przedsiębiorstw i jest notowane na giełdzie w Brukseli, wchodzi w skład indeksu Bel 20. W roku 2004 po zakupieniu brytyjskiego przedsiębiorstwa Celltech, UCB stała się globalną korporacją biofarmaceutyczną. W 2006 przejęło niemiecką firmę Schwarz Pharma, powiększając swoje portfolio głównie o leki kardiologiczne. Zatrudnia ponad 10 000 osób.
Przedsiębiorstwo jest m.in. producentem leków antyalergicznych (Xyzal®, Zyrtec®), przeciwpadaczkowych (Keppra®) oraz przeciwparkinsonowskich (Neupro®).